# Polje (fizika)
U fizici, polje je preslikavanje koje pridružuje fizikalnu veličinu svakoj točki prostora. Ovisno o tipu veličine koja se pridružuje, polje može biti skalarno, vektorsko ili tenzorsko, tako da je primjerice gravitacijsko polje vektorsko polje jer svakoj točki prostora pridružuju vektor u čijem smjeru djeluje gravitacija.

## Primjeri
- Elektromagnetsko polje
- Električno polje
- Gravitacijsko polje
- Magnetsko polje